# 데블스 트레저
데블스 트레저(Fading of the Cries)는 2011년 개봉한 미국의 판타지 영화이다.

## 줄거리
마법 검을 사용하는 젊은 남자 제이콥은 악의 세력으로부터 마을을 지키는 인물이다. 그는 되살아난 시체 무리로부터 사라라는 소녀를 구출하고, 교회 바닥을 통해 함께 탈출한다. 사악한 강령술사 마티아스가 나타나 사라에게 죽은 삼촌이 남긴 목걸이를 내놓으라고 요구하지만 사라는 거절한다. 마티아스는 자신이 불러낼 수 있는 모든 악을 풀겠다고 위협한 뒤 사라진다.
다음 날 아침, 사라는 제이콥과 함께 악마 같은 생명체들의 추격을 받으며 거리, 들판, 교회, 터널을 지나 사라의 집으로 향한다. 정오 무렵 집에 도착했을 때, 이미 마티아스는 사라의 어린 여동생 질을 칼로 위협하고 있었다. 마티아스는 목걸이를 내놓지 않으면 질을 죽이겠다고 협박하고, 사라는 질을 무사히 놓아준다는 약속을 받은 후 그에게 목걸이를 건넨다. 마티아스는 질과 목걸이를 가지고 사라지고, 사라는 제이콥에게 질을 구해달라고 간청한다. 제이콥은 마지못해 동의한다.
제이콥은 사라 삼촌의 집에서 마티아스와 싸운다. 그는 마침내 목걸이를 파괴하여 마티아스를 물리치지만, 질이 바닥에 난 구멍으로 떨어진다. 제이콥은 그녀를 따라 뛰어내려 자신의 몸으로 충격을 흡수하며 질을 보호한다. 제이콥은 사라의 삼촌이 죽기 전에 걸어놓은 보호 마법 덕분에 죽지 않았다. 그들은 질의 집으로 돌아오지만, 제이콥이 없는 동안 되살아난 시체들에게 살해당한 질의 엄마와 언니 사라를 발견한다.
제이콥은 마티아스가 자신의 힘을 되찾기 위해 강령술 주문을 읽고 있는 사라 삼촌의 집으로 돌아온다. 마티아스는 자신이 이미 죽었기 때문에 죽일 수 없다고 자랑하지만, 제이콥은 마티아스를 죽이러 온 것이 아니라 영원히 고문할 것이라고 말한다. 영화는 제이콥이 칼로 마티아스를 계속해서 베고, 마티아스의 비명이 공중에 울려 퍼지는 장면으로 끝난다.

## 캐스팅
- 브래드 도리프 - Mathias
- 토머스 이언 니컬러스 - Michael
- 일레인 헨드릭스
- 핼리 허시
- 매켄지 로스먼
- 라티프 크로더
- 제시카 모리스